# Emily Galaviz
Emily Sarahí Galaviz Osuna (San Juan de Los Morros, Guárico, 18 de abril de 2007) é uma cantora venezuelana de música llanera, do género dos planos venezuelanos, reconhecida por interpretar famosos temas de artistas do género.
Ele recebeu seu primeiro disco de ouro no Spotify na Colômbia, após atingir 4 milhões de reproduções. No YouTube, seu vídeo mais visto é "Popurrí 01", que já ultrapassou 10 milhões de visualizações, se consolidando como um dos videoclipes de llanera mais vistos nesta plataforma. Nas redes sociais e plataformas digitais como Instagram, TikTok, Facebook e YouTube, ela acumulou um total de mais de 4,2 milhões de seguidores, o que a torna a artista de música llanera mais seguida nessas plataformas.

## Biografia
Galaviz vê-se influenciada no género da música criolla venezuelana desde sua infância, isto devido à cultura pela que viu rodeada. Iniciou sua carreira profissional desde temporã idade, mas seu notório reconhecimento na indústria começou em 2022, depois de ter tido uma destacada participação no programa Talento de Coração Juvenil de TVES. A ascensão em sua carreira levou a conseguir um contrato com a produtora Total Show Entertainment. 
Galaviz usa temas próprios de outros expoentes da música llanera, mas inclui-lhes mudanças melódicos e rítmicos, o que faz estes temas mais atrayentes ao ouvido de seus seguidores. O primeiro destes temas foi o "Guayabo Zarandiao" (original de Mayra Tovar), que a catapultó à fama, e depois a vindo fazendo publicações parecidas que têm destacado. Também destacam "Popurri 01" e "Popurri 02".
Em setembro de 2024 iniciou o que foi sua primeira gira nacional. E em dezembro realizou junto às também cantoras Araima Amezquita e Yennifer Mora um tour chamado As divas do folklore por diferentes cidades de Estados Unidos.

## Discografía

### Singelos
| Ano  | Título                    | Compositor                   | Discográfica             |
| 2024 | Guayabo Zarandiao         | Carlos Cumarín               | Total Show Entertainment |
| 2024 | Mi Triste Realidad        | Jean Ochoa                   | Total Show Entertainment |
| 2024 | Ni que me pongas amarres  | Emily Galaviz e Yenifer Mora | Total Show Entertainment |
| 2024 | Llano Querido             | José Miguel Chuello          | Total Show Entertainment |
| 2024 | Mi Forma de Amar          | Emily Galaviz                | Total Show Entertainment |
| 2024 | Por Los Caminos del llano | Cesar Orellano               | Total Show Entertainment |
| 2024 | La Centella               | Raniero Palm                 | Total Show Entertainment |
| 2025 | Aguacero                  | Emily Galaviz                | Total Show Entertainment |

### EP
| Ano  | Título                    | Compositor | Temas incluídos |
| 2024 | Popurrí 01                | Carlos Cumarín, Hugo Blanco, Ivan José Rodriguez, Juan Vicente Torrealba, Julio Pantoja, Rafael Pérez, Rafael Giménez, Ángel Custodio Loyola                        | La Vecina; Guayabo Zarandiao; El Gabancito; Tu Alma y la Mía; Tierra negra; De Moda que Si; Mi Sombrero                                                                                   |
| 2024 | Popurrí 02                | Abraham Neves, Cholo Valderrama, Cristóbal Jiménez, El Carrao De Palmarito, Francisco Montoya, Hugo Blanco, Julio César Sánchez, Nelson Morales, Reyna Lucero       | Hazañas De Un Llanero; El Hombre Que Tanto Amé; Por Ese Suspiro; Juanita; Mi Caballo Y Yo; Kirpa Altanera; Chipola Del Siglo XX; Catira Marmoleña; Gabán Peligroso;Dónde Están Los Gallos |
| 2024 | Popurrí 03 - Patio Sonoro | Felix Romero, Salvador Gamboa, Vito Difrisco, Wilmer Tovar, Rummy Olivo, Guillermo Hernandez, Marcos Eduardo Hernandez, Hugo Blanco, Victor Castillo, Rafael Molina | Cuando Hay Amor; Fiesta Venezolana; Te Lo Juro; Tiempo De Agua En La Llanura; Llegó El Joropo; Luna De Capanaparo; No Me Corra Cantinero; Les Llegó La Guillotina                         |

## Giras
| Ano        | Tour                       | Lugares |
| ---------- | -------------------------- | --- |
| Principais |                            | |
| 2024       | Emily Galaviz y sus amigos | - Barquisimeto - Valencia - Maracay - A Guaira - Caracas                                                        |
| 2024       | Las Divas de folklore      | - Miami - Atlanta - Austin - Phoenix - Salt Lake City - Dallas - Orlando - Tampa - Houston - Chicago - Columbus |